# Snårstrandblomfluga
Snårstrandblomfluga (Parhelophilus frutetorum) är en tvåvingeart som först beskrevs av Fabricius 1775.  Snårstrandblomfluga ingår i släktet strandblomflugor, och familjen blomflugor. Enligt den finländska rödlistan är arten sårbar i Finland. Arten är reproducerande i Sverige. Artens livsmiljö är näringsrika sjöar. Inga underarter finns listade i Catalogue of Life.

## Bildgalleri

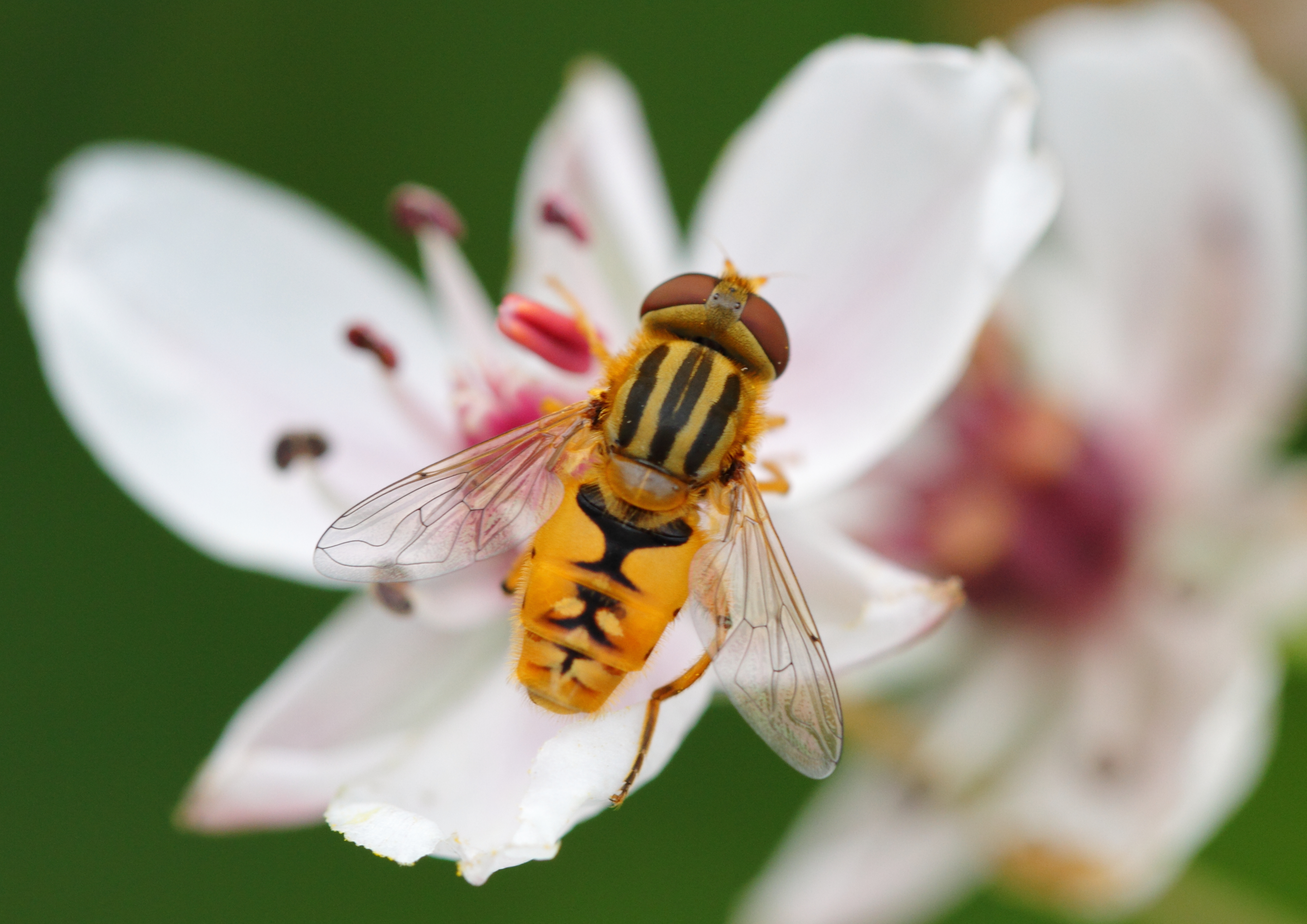
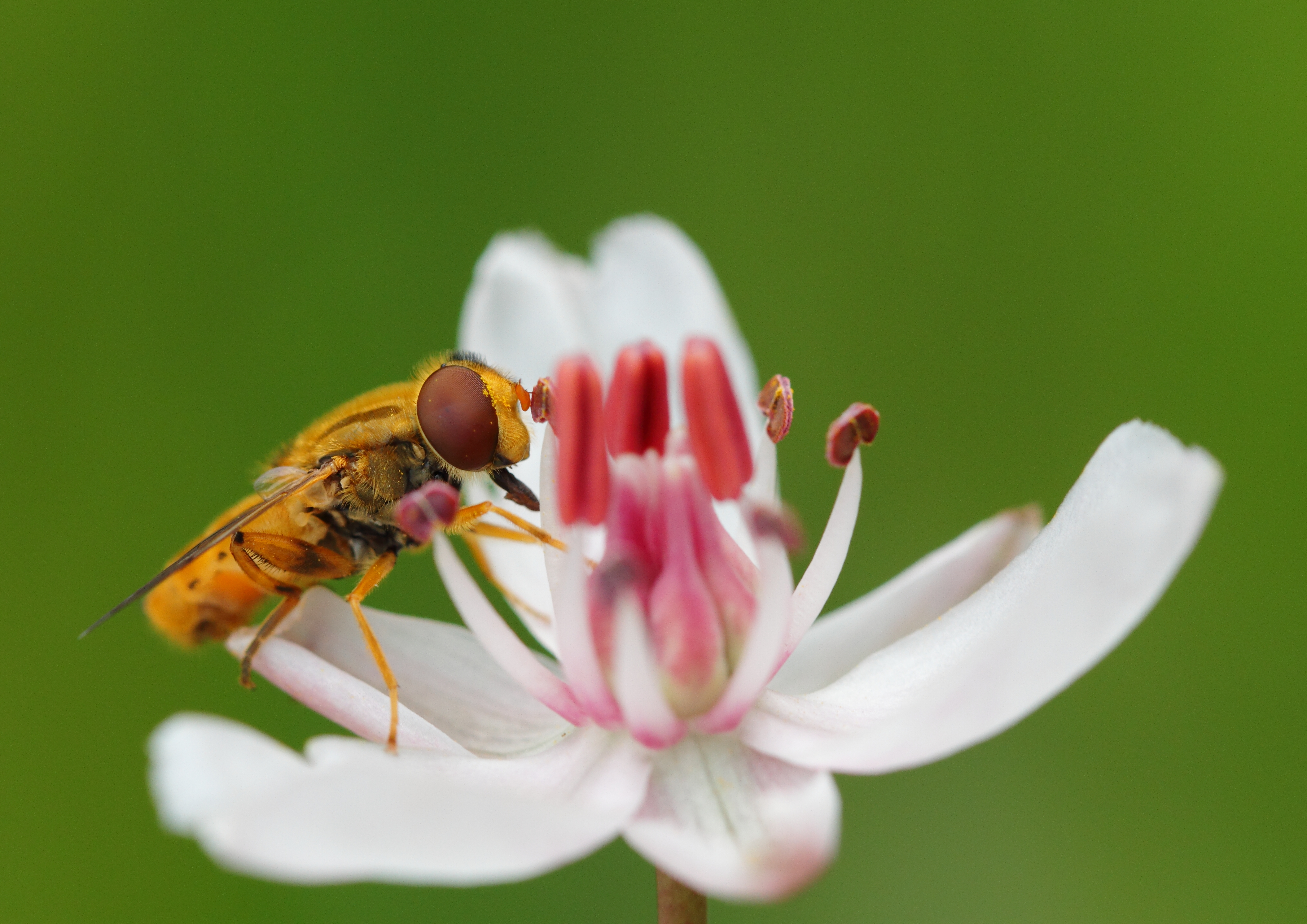